# 安源路矿工人消费合作社
安源路矿工人消费合作社，是中国共产党历史上领导下的工人组织举办的首家商店。

## 概述
1922年5月，萍乡安源煤矿和株萍铁路工人成立了安源路矿工人俱乐部，随即着手办起了工人消费合作社，附设于工人补习学校内，总经理为李立三。1922年9月，安源路矿工人大罢工胜利后。10月，确定在工人俱乐部下设立工人消费合作社。招股简章规定，每股银元五角，自愿入股，筹集股金近八千元。安源路矿工人消费合作社于1923年2月7日正式开始营业，总经理为易礼容。消费合作社专卖油、盐、米、布匹等日常生活品。
1923年8月，毛泽民代理总经理。1925年9月21日，汉冶萍公司总经理盛恩颐镇压工人运动，安源路矿工人消费合作社停办。